# Krasica (Bakar)
|  | Per a altres significats, vegeu «Krasica (Buje)». |

Krasica és una vila de Croàcia situada al Comtat de Primorje – Gorski Kotar i pertany al municipi de Bakar. Es troba al nord-est de Bakar, al sud-est de Škrljevo i Kukuljanovo i al nord-oest de Praputnjak, Hreljin i Bakarac.